# 欣喜之淚
欣喜之淚（日语：マイネルラクリマ），是日本純種競賽馬匹。生涯活躍於一哩至中距離賽事，曾勝出京都金盃、七夕賞及產經賞。

## 出賽前
2008年2月20日出生於北海道新日高町武牧場，成長途中於拍賣會上被大紅牧場以840萬日圓購入後，在一口馬主俱樂部Thoroughbred Club Ruffian Ltd.進行馬主募集。
其後交由美浦訓練中心練馬師上原博之訓練。

## 競賽生涯

### 2歲
2010年6月26日出戰函館競馬場2歲新馬戰，一直維持在先頭位置下在直路展開衝刺，最終成功取得首勝。
8月出戰大麗花賞，繼續以前置戰術展開賽事，但於直路上反應稍為不佳下以第三落敗。
其後以新潟兩歲錦標作為目標，保持在約莫第二的位置下於直路開始展開衝刺並取得優勢，但最終仍然被同主馬伊莎寶超越以第二落敗。
稍微放草後在11月出戰東京體育盃兩歲錦標，但在直路未能順利加速下以第四落敗，其後在一級賽朝日盃未來錦標亦無法位置走勢取得第六。

### 3歲
2011年首戰即為NHK一哩賽，本次比賽一反以往做法保持在後方位置，於彎道處開始發力上前下在直路逐步縮窄和對手的距離，最終以第六完賽。
其後選擇出戰公開賽白百合錦標，重拾先行戰術下在直路衝刺拉開後方對手，最終成功阻止其他賽駒的追擊取得勝利。
夏季前往角逐日經電台賞，雖然本次比賽繼續以先行戰術採取攻勢，但在直路上一直受到後方Frere Jacques的壓力最終被對手超越以第二落敗。
進入秋季後其以產經賞作為目標，但在最後彎道處陷入不利局面下無法在直路順利展開衝刺，最終僅跑獲第五。
1個月後縮程出戰富士錦標並在其中成功保持節奏推進，僅敗於榮進神駒及杏仁佳釀取得第三，年末的公開賽首都錦標亦以同樣名次完結。

### 4歲
2012年年初繼續挑戰一哩賽事，出戰三級賽京都金盃。比賽開始後，其稍微以緩慢的節奏進佔中團位置，在約莫第五、六附近展開推進下在直路開始抽出中檔望空。進入直路後，其順利從前頭部隊之中突破並繼續展開加速，最終成功抵擋碧海銀鯊的攻勢取得首個分級賽冠軍。
2月緊接挑戰東京新聞盃，但在比賽途中一直處於先頭部隊下在直路開始失速，最終以第八落敗。
其後於訓練途中受傷，檢查過後確認為第三跖骨骨折，因而需要長達1年的休養。

### 5歲
2013年3月重返賽場出戰東風錦標，但在未回復狀態及熟習出賽下以矮十二大敗。
4月以福島民報盃作為目標，比賽途中一直處於中團位置等待時機，在回復表現下於直路成功加速並跑出優秀末腳，最終以3 1/2馬位大勝。
其後繼續出戰公開賽，以都大路錦標作為目標，本次比賽初段處於第五左右的先團之中，但通過彎道時稍微墮後至中後方。進入直路後，其沿着中外檔位置加速上前縮窄和前方的距離，可惜最終仍然未能超越透出的對手，最終以第二落敗。
稍為放草後在7月出戰七夕賞，比賽初段選擇跟隨Lucky Vanilla及Keiai Dosojin推進，在第四彎道處超越失速的兩駒取得領先。進入直路後，其繼續在前方內欄位置以不俗的姿態加速，最終成功堅守位置取得第二個分級賽冠軍。
1個月後出戰小倉紀念，本次比賽仍然選擇先行戰術的，但在直路上受到頂磅的影響下無法順利加速，最終以第三落敗。
稍為休養後在11月以福島紀念作為目標，繼續採用先行戰術下一直維持在約莫第二、三左右的位置，進入直路後隨即和同樣位置展開推進的大和飛鷹展開纏鬥，但一直被對手壓制下以1/2馬位差距落敗。
年末出戰朝日挑戰盃，比賽途中一直緊守有利位置，在第四彎道初經已透出佔先，但後續未能保持走勢下以第四落敗。

### 6歲
2014年年初重返一哩戰線出戰京都金盃，然而在比賽途中一直被其他賽駒包圍，體力消耗較較大下在直路未能衝刺，最終以第十一慘敗。
2月下旬出戰中山紀念，面對天雨造成的軟地及外檔起步下，其仍然選擇迅速貼欄保持在先頭位置，最終在直路上成功堅守，以第四的戰績完賽。
其後陣營安排其遠征香港出戰冠軍一哩賽，但在比賽途中未能成功衝刺下在直路逐漸被追過，最終以第十大敗。
回國後以葉森盃作為調整的一環，於主戰騎師柴田大知被罰停賽下改由川田將雅策騎。比賽開始後，其一直保持在先頭位置展開推進，雖然在直路上得以跑出優秀的表現，但仍然被衝出的解密精英超越以第二落敗。
夏季出戰七夕賞尋求連霸，本次比賽保持在約莫第三的位置推進，但於直路上反應靠為平凡下未能追上領放馬鳴門大橋及被New Dynasty超越下以第三落敗。
進入秋季，其再度以產經賞作為目標，比賽途中一直以穩定的步速跟隨在機伶獵駒後方的位置，在直路初段透出下順利越過對手取得領先，其後亦能繼續保持走勢對抗後方的命運女神，最終以1/2馬位取得時隔1年2個月的勝利。
11月按照計劃出戰秋季天皇賞，但受到大外檔起步的影響下在比賽途中始終無法進佔有利位置，最終以第十一大敗。
其後原定遠征香港出戰香港盃，但12月9日在當地進行訓練時左腳第一趾骨骨折，因而退賽並返回日本休養。同時因休養其長達1年，其直接跳過7歲生涯。

### 8歲
2016年2月28日在中山紀念復出，但於比賽途中毫無衝勢下僅跑獲第十。
其後仍然持續頹勢，在各項賽事中均未能跑出戰績，因而在12月3日的金鯱賞以第十三大敗後，陣營宣告安排其退役。

### 詳細賽績
| 日期       | 舉辦國家 | 馬場 | 距離   | 級別 | 賽事名稱           | 負重 | 騎師     | 馬號 | 出馬 | 名次 | 時間    | 頭馬（二馬）     |
| ---------- | -------- | ---- | ------ | ---- | ------------------ | ---- | -------- | ---- | ---- | ---- | ------- | ---------------- |
| 26/6/2010  | 日本     | 函館 | 草1200 |      | 2歲新馬            | 54   | 大野拓彌 | 16   | 8    | 1    | 01:11.3 | （Sakura Belle） |
| 7/8/2010   | 日本     | 新潟 | 草1400 | OP   | 大麗花賞           | 54   | 松岡正海 | 10   | 5    | 3    | 01:21.6 | A Shin Blanc     |
| 5/9/2010   | 日本     | 新潟 | 草1600 | GIII | 新潟兩歲錦標       | 54   | 石橋脩   | 17   | 1    | 2    | 01:34.5 | 伊莎寶           |
| 20/11/2010 | 日本     | 東京 | 草1800 | GIII | 東京體育盃兩歲錦標 | 55   | 松岡正海 | 16   | 1    | 4    | 1:47.9  | 瑞士名錶         |
| 19/12/2010 | 日本     | 中山 | 草1600 | GI   | 朝日盃未來錦標     | 55   | 松岡正海 | 16   | 3    | 6    | 1:34.5  | 大賽波士         |
| 8/5/2011   | 日本     | 東京 | 草1600 | GI   | NHK一哩賽          | 57   | 松岡正海 | 18   | 5    | 6    | 1:32.7  | 大賽波士         |
| 28/5/2011  | 日本     | 京都 | 草1800 | OP   | 白百合錦標         | 56   | 幸英明   | 10   | 9    | 1    | 1:50.3  | （Rattlesnake）  |
| 3/7/2011   | 日本     | 中山 | 草1800 | GIII | 日經電台盃         | 56   | 松岡正海 | 13   | 7    | 2    | 1:47.0  | Frere Jacques    |
| 25/9/2011  | 日本     | 中山 | 草2200 | GII  | 產經賞             | 54   | 松岡正海 | 09   | 4    | 6    | 2:11.8  | 熱誠真摯         |
| 22/10/2011 | 日本     | 東京 | 草1600 | GIII | 富士錦標           | 54   | 松岡正海 | 17   | 5    | 3    | 1:35.2  | 榮進神駒         |
| 26/11/2011 | 日本     | 東京 | 草1600 | OP   | 首都錦標           | 55   | 吉田豐   | 15   | 10   | 3    | 1:33.0  | 杏仁佳釀         |
| 5/1/2011   | 日本     | 京都 | 草1600 | GIII | 京都金盃           | 55   | 松岡正海 | 16   | 4    | 1    | 1:32.9  | （碧海銀鯊）     |
| 5/2/2012   | 日本     | 東京 | 草1600 | GIII | 東京新聞盃         | 56   | 柴田大知 | 16   | 15   | 8    | 1:33.5  | 禮貌周到         |
| 10/3/2013  | 日本     | 中山 | 草1600 | OP   | 東風錦標           | 56   | 松岡正海 | 16   | 6    | 12   | 1:33.3  | Mukudoku         |
| 7/4/2013   | 日本     | 福島 | 草2000 | OP   | 福島民報盃         | 56   | 柴田大知 | 16   | 12   | 1    | 2:02.3  | （Max Dream）    |
| 11/5/2013  | 日本     | 京都 | 草1800 | OP   | 都大路錦標         | 57   | 柴田大知 | 18   | 5    | 2    | 1:47.6  | L'Ile d'Aval     |
| 7/7/2013   | 日本     | 福島 | 草2000 | GIII | 七夕賞             | 57   | 柴田大知 | 16   | 4    | 1    | 1:58.9  | （始創先鋒）     |
| 4/8/2013   | 日本     | 小倉 | 草2000 | GIII | 小倉紀念           | 58   | 柴田大知 | 15   | 14   | 3    | 1:57.3  | 鳴門大橋         |
| 17/11/2013 | 日本     | 福島 | 草2000 | GIII | 福島紀念           | 58   | 柴田大知 | 16   | 2    | 2    | 1:57.4  | 大和飛鷹         |
| 7/12/2013  | 日本     | 阪神 | 草1800 | GIII | 朝日挑戰盃         | 58   | 柴田大知 | 18   | 1    | 4    | 1:46.7  | 阿基米德         |
| 5/1/2014   | 日本     | 京都 | 草1600 | GIII | 京都金盃           | 58   | 柴田大知 | 16   | 8    | 11   | 1:33.3  | 百戰雄心         |
| 2/3/2014   | 日本     | 中山 | 草1800 | GII  | 中山紀念           | 56   | 柴田大知 | 15   | 15   | 4    | 1:50.4  | 一路通           |
| 4/5/2014   | 香港     | 沙田 | 草1600 | GI   | 冠軍一哩賽         | 57   | 柴田大知 |      | 13   | 10   | 1:35.8  | 繽紛會           |
| 15/6/2014  | 日本     | 東京 | 草1800 | GIII | 葉森盃             | 57   | 川田將雅 | 17   | 5    | 2    | 1:46.2  | 解密精英         |
| 13/7/2014  | 日本     | 福島 | 草2000 | GIII | 七夕賞             | 58   | 柴田大知 | 16   | 7    | 3    | 1:59.1  | 鳴門大橋         |
| 28/9/2014  | 日本     | 新潟 | 草2200 | GII  | 產經賞             | 56   | 戶崎圭太 | 18   | 11   | 1    | 2:12.2  | （命運女神）     |
| 2/11/2014  | 日本     | 東京 | 草2000 | GI   | 秋季天皇賞         | 58   | 柴田大知 | 18   | 18   | 11   | 2:00.2  | 史匹堡           |
| 28/2/2016  | 日本     | 中山 | 草1800 | GII  | 中山紀念           | 56   | 柴田大知 | 11   | 4    | 10   | 1:47.7  | 大鳴大放         |
| 3/5/2016   | 日本     | 阪神 | 草2000 | GII  | 產經大阪盃         | 56   | 丹內祐次 | 11   | 10   | 10   | 2:00.6  | 鴻鵠大志         |
| 29/5/2016  | 日本     | 東京 | 草2500 | GII  | 目黑紀念           | 57.5 | 柴田大知 | 18   | 7    | 16   | 2:32.5  | Cryptogram       |
| 10/7/2016  | 日本     | 福島 | 草2000 | GIII | 七夕賞             | 57.5 | 柴田大知 | 16   | 1    | 4    | 1:59.0  | 艾百碼頭         |
| 13/11/2016 | 日本     | 福島 | 草2000 | GIII | 福島紀念           | 57.5 | 丹内祐次 | 16   | 5    | 16   | 2:02.4  | 馬國之巔         |
| 3/12/2016  | 日本     | 中京 | 草2000 | GI   | 金鯱賞             | 56   | 丹内祐次 | 13   | 12   | 13   | 2:00.5  | 山勝最強         |

## 退役後
退役後，欣喜之淚並未入種，而是於東京競馬場休養，在2017年作為乘騎馬使用。
接受訓練後，其在2018年於同地正式以儀仗馬身份服務。

## 血統簡介
父系赤鹿首長為加拿大賽駒，生涯戰績優秀，曾勝出曼克頓讓賽及育馬者盃草地大賽兩項一級賽。祖父首席皇冠為美國賽駒，生涯戰績彪炳，曾勝出育馬者盃兩歲大賽、卓華斯錦標及諾福錦標等八項一級賽。
母系Teardrops為日本馬匹，生涯無出賽記錄。外祖父週日寧靜是美國三冠賽雙冠馬，退役後在日本配種，在日本馬壇相當成功，贏得多項分級賽事，其子嗣贏得巨額獎金。

### 血統表
| 父線：單色系（北地舞人系）                 |                                 |                     |                    |
| 種馬 赤鹿首長 1993年（栗色）               | 首席皇冠 1982年（棗色）         | 單色                | 北地舞人           |
| 種馬 赤鹿首長 1993年（栗色）               | 首席皇冠 1982年（棗色）         | 單色                | Pas de Nom         |
| 種馬 赤鹿首長 1993年（栗色）               | 首席皇冠 1982年（棗色）         | Six Crowns          | 秘書處             |
| 種馬 赤鹿首長 1993年（栗色）               | 首席皇冠 1982年（棗色）         | Six Crowns          | Chris Evert        |
| 種馬 赤鹿首長 1993年（栗色）               | Amelia Bearhart 1983年（栗色）  | Bold Hour           | 勇者帝王           |
| 種馬 赤鹿首長 1993年（栗色）               | Amelia Bearhart 1983年（栗色）  | Bold Hour           | Seven Thirty       |
| 種馬 赤鹿首長 1993年（栗色）               | Amelia Bearhart 1983年（栗色）  | Myrtlewood Lass     | 里博               |
| 種馬 赤鹿首長 1993年（栗色）               | Amelia Bearhart 1983年（栗色）  | Myrtlewood Lass     | Gold Digger        |
| 繁殖雌馬 Teardrops 1997年（深棗色）        | 週日寧靜 1986年（棕色）         | Halo                | Hail to Reason     |
| 繁殖雌馬 Teardrops 1997年（深棗色）        | 週日寧靜 1986年（棕色）         | Halo                | Cosmah             |
| 繁殖雌馬 Teardrops 1997年（深棗色）        | 週日寧靜 1986年（棕色）         | Wishing Well        | Understanding      |
| 繁殖雌馬 Teardrops 1997年（深棗色）        | 週日寧靜 1986年（棕色）         | Wishing Well        | Mountain Flower    |
| 繁殖雌馬 Teardrops 1997年（深棗色）        | Pineapple Star 1988年（深棗色） | Nihon Pillow Winner | Steel Heart        |
| 繁殖雌馬 Teardrops 1997年（深棗色）        | Pineapple Star 1988年（深棗色） | Nihon Pillow Winner | Nihon Pillow Evert |
| 繁殖雌馬 Teardrops 1997年（深棗色）        | Pineapple Star 1988年（深棗色） | Dyna Swaps          | 北方風味           |
| 繁殖雌馬 Teardrops 1997年（深棗色）        | Pineapple Star 1988年（深棗色） | Dyna Swaps          | Sunny Swaps        |
| 雌系：{{{mare}}}                           |                                 |                     |                    |
| 五代內近親交配：北地舞人 4×5、勇者帝王 5×4 |                                 |                     |                    |

## 命名由來
名字中，Meiner（マイネル）為馬主Thoroughbred Club Ruffian Ltd.之冠名，於德語中有「我的」之意思，Lacrima（ラクリマ）於意大利語中，意思為「淚水」、「眼淚」，聯想自母系Teardrops之名字，香港則忽略冠名，取後半部之意並加以聯想，翻譯為「欣喜之淚」。

## 外部連結
- 欣喜之淚 netkeiba.com （页面存档备份，存于）
- 血統表